# Ludwig Franz
Ludwig Franz (* 30. August 1922 in Wörth an der Donau; † 2. Juli 1990 in Rottach-Egern) war ein deutscher Politiker der CSU.

## Leben und Beruf
Franz, der römisch-katholischen Glaubens war, besuchte zunächst die Volksschule Wörth und anschließend die Gymnasien in Straubing und Regensburg, wo er 1941 das Abitur ablegte. Von 1944 bis 1949 studierte er Geschichte, Volkswirtschaft und Publizistik an der Ludwig-Maximilians-Universität München. Anschließend war bis 1953 politischer Redakteur bei den Zeitungen Donaubote (bis 1950), Tages-Anzeiger und Deutsche Tagespost (jeweils ab 1950). Seit 1953 war er Verbandssekretär des Katholischen Werkvolks.

## Partei
Franz trat 1950 der CSU bei.

## Abgeordneter
Franz gehörte dem Deutschen Bundestag von 1953 bis 1976 an. Er vertrat den Wahlkreis Rosenheim im Parlament.

## Ehrungen
- 1965: Bayerischer Verdienstorden
- 1970: Bayerische Staatsmedaille für soziale Verdienste
- 1973: Verdienstkreuz 1. Klasse der Bundesrepublik Deutschland
- 1978: Großes Verdienstkreuz der Bundesrepublik Deutschland
- 1983: Großes Verdienstkreuz mit Stern der Bundesrepublik Deutschland